# Téléviseur connecté
Pour les articles homonymes, voir CTV.

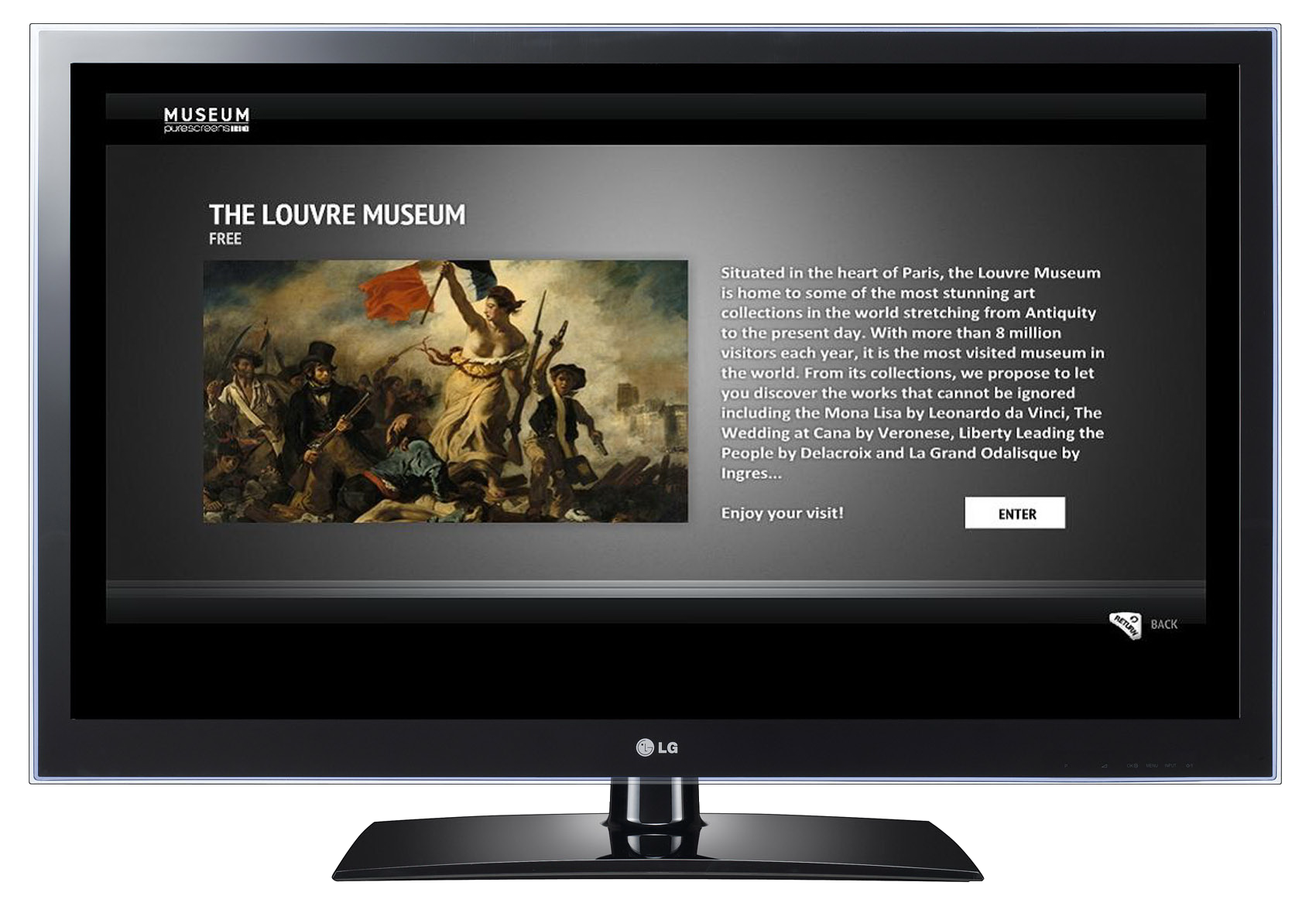
Un téléviseur intelligent

Une télévision connectée ou télévision intelligente en anglais, Smart TV ou encore connected television (CTV) est un téléviseur directement ou indirectement relié à Internet par liaison filaire ou sans fil, capable de délivrer un ensemble de services aux téléspectateurs. Depuis son invention, le téléviseur est considéré comme un terminal de réception d'émissions et de services. Connecté, le téléviseur devient également émetteur.
Par l'intermédiaire d'un terminal câble ou d'une Box Internet, un téléviseur non connecté directement lui-même à Internet, permet d'afficher les services interactif proposé par l'opérateur qui les délivre.

## Contexte

### Terminologie
Le terme « télévision connectée » ou « téléviseur connecté » est la traduction de l'anglais « connected TV », ou on entend parfois parler de « télévision intelligente » ou « téléviseur intelligent », traduction de l'anglais « smart TV », par analogie avec les smartphones, ou de « télévision interactive » du fait de l'interactivité de cette technologie[Information douteuse].
Une télévision reçoit le signal de l'antenne (terrestre le plus souvent). Elle est connectable lorsqu'elle possède un port IP, c'est-à-dire un connecteur « RJ45 », ou une interface Wi-Fi, permettant de la connecter à un réseau internet domestique.
On parle de télévision connectée pour parler de télévision à proprement parler : « La Samsung UE46C9000 est une télé connectée ».
Mais également pour parler d'un moyen ou d'un service : « Le Logitech Revue (en) (2010-2011) était un boitier de télé connectée, Apple TV est une offre de télé connectée ».
Les TV connectées sont de plus en plus équipées d'interface utilisateur naturelle pour l'accès au contenu web (TV Android par exemple).

### Histoire
Les principes de la télévision connectée ont été explorés dès les années 1970 et 80 par les artistes pionniers de l'art télématique qui, en outre, en ont produit certaines théories critiques.
Le premier brevet français date de 1994 et fut étendu à l'Europe et aux États-Unis l'année suivante.
Il fut une amélioration conséquente du terminal interactif multimédia (TIM) réalisé en 1993 pour la Française des jeux sous la présidence de Gérard Colé. Ce terminal sécurisé utilisant déjà la technologie MPEG était relié à un serveur dédié de la FdJ.
La première tentative de télé connectée au sens où on l'entend aujourd'hui date de 2000. Un partenariat entre Thomson et Microsoft avait donné naissance à TAK, un téléviseur connecté à Internet afin de fournir une poignée de widgets, de type météo ou bourse. Le succès n'a pas été au rendez vous.
Parallèlement, en septembre 2000, une autre société, WALAWA en collaboration avec Netgem, le fabricant de la Netbox, a également produit un téléviseur connecté à internet. Il proposait une interface pratique et conviviale permettant un accès simple à de nombreux sites et services. Deux reproches, cependant, pouvaient être faits à l'encontre de cet outil. D'abord le choix, contestable, d'une télévision bas de gamme, et l'accès à Internet car utilisant une connexion à bas débit à une époque où la connexion par modem câble était en pleine expansion dans les foyers français et où la technologie ADSL, bien qu'au stade prototypique, faisait, déjà, parler d'elle.
À l'instar du TAK de Thomson, cette expérience a fait long feu et n'a pas trouvé de débouchés commerciaux lui permettant de prendre son envol.

### Marché
Le marché de la télévision (classique) en France est énorme, voici quelques chiffres pour 2009 :
- 98,5 % de foyers équipés[5] ;
- 3 h 25 de durée d'écoute quotidienne par individu[5] ;
- 7,3 millions d'unités vendues[6].

Trois millions de TV connectées ont été vendues entre le 1er trimestre 2009 et fin mai 2012, selon GfK Consumer Choices. Le marché français connaît une évolution croissante depuis mars 2012 (+22 % en avril, et +27 % en mai). Toutefois ces bons résultats demandent néanmoins à être nuancés ; par exemple « un tiers des utilisateurs en Europe n'a jamais connecté sa TV connectée ». (mai 2012).

## Technologies

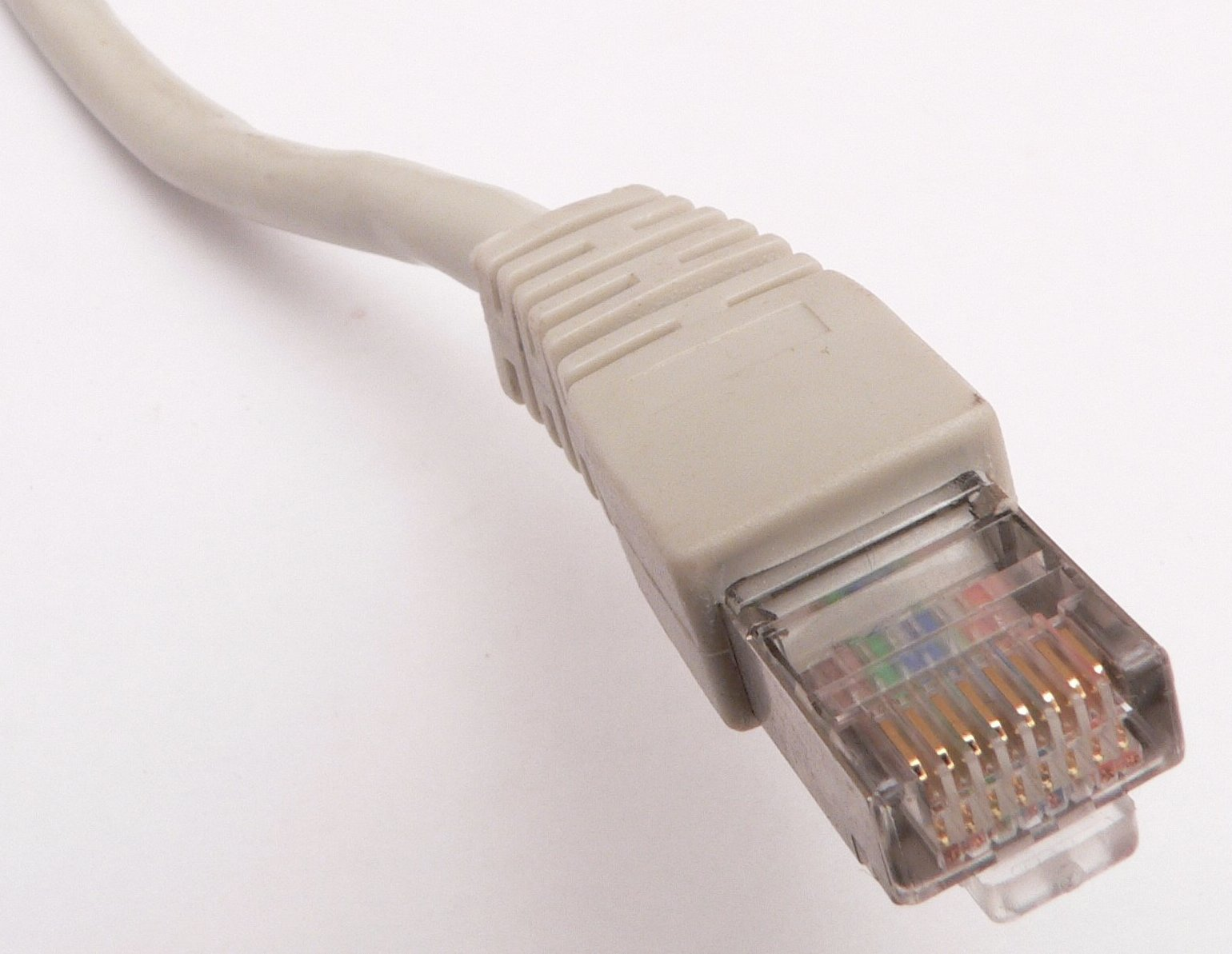
Connecteur Ethernet RJ45.

Le Wi-Fi ou l'Ethernet sont les principales solutions permettant de raccorder le téléviseur à Internet.

### Intégrée
Le téléviseur est déjà équipé au niveau matériel et logiciel pour recevoir Internet. Cela se traduit techniquement par la présence d'un port Ethernet ou d'un adaptateur Wi-Fi.
Pour la partie logicielle, il existe déjà de nombreuses offres différentes. Elles peuvent provenir directement du constructeur, comme Internet@TV de Samsung, ou d'un éditeur externe comme les offres Yahoo! Connected TV ou Google TV. On mentionnera également l'offre européenne HbbTV qui émane d'un consortium de constructeurs et de diffuseurs.
En 2011, Samsung estime que 2/3 de ses ventes de téléviseurs seront des modèles connectés.

### Interface dédiée (Set-top box)
Pour ne pas obliger le consommateur à changer de téléviseur pour profiter des services de la télé connectée, il existe deux types de boitiers dédiés: des boitiers de type Apple TV ou Google TV qui ne prennent en charge que la connectivité et se connectent à des environnements propriétaires de type Apple ou Google. C'est un système qui s'intercale entre le boitier de réception télé (TNT, câble, satellite, ADSL...) et le téléviseur.
Il existe depuis 2013 des boitiers hybrides destinés aux services HbbTV diffusés par les chaines nationales des pays ayant choisi ce standard (environ une quinzaine en mars 2013). Ces boitiers se branchent en entrée sur la réception terrestre (ou satellite dans certains pays comme le Royaume-Uni, l'Allemagne, l'Australie) et en sortie sur l'entrée HDMI du téléviseur. Ils prennent en charge la réception TV et la connexion internet, et donc l'accès aux services HbbTV).

### Les terminaux
Les terminaux ou set-top box en anglais, sont les boitiers qui nous servent actuellement à recevoir la télévision par des moyens de télédiffusion traditionnels, dont la programmation est linéaire, obéissant à une « grille de programmes ». Le signal peut provenir de différentes sources analogiques (en voie de disparition) et numériques : terrestre selon la norme DVB-T ou DVB-T2, câble (DVB-C), satellite (DVB-S ou S2)...
Dans le cas particulier des box (Internet) fournissant des services triple play, les éléments essentiels de la télé connectée sont disponibles : réception télé et accès à internet à haut débit, il ne manque que l'offre logicielle. Par exemple en 2010, la Freebox Revolution de Free commence à fournir des services apparentés télé connectée.

## Services

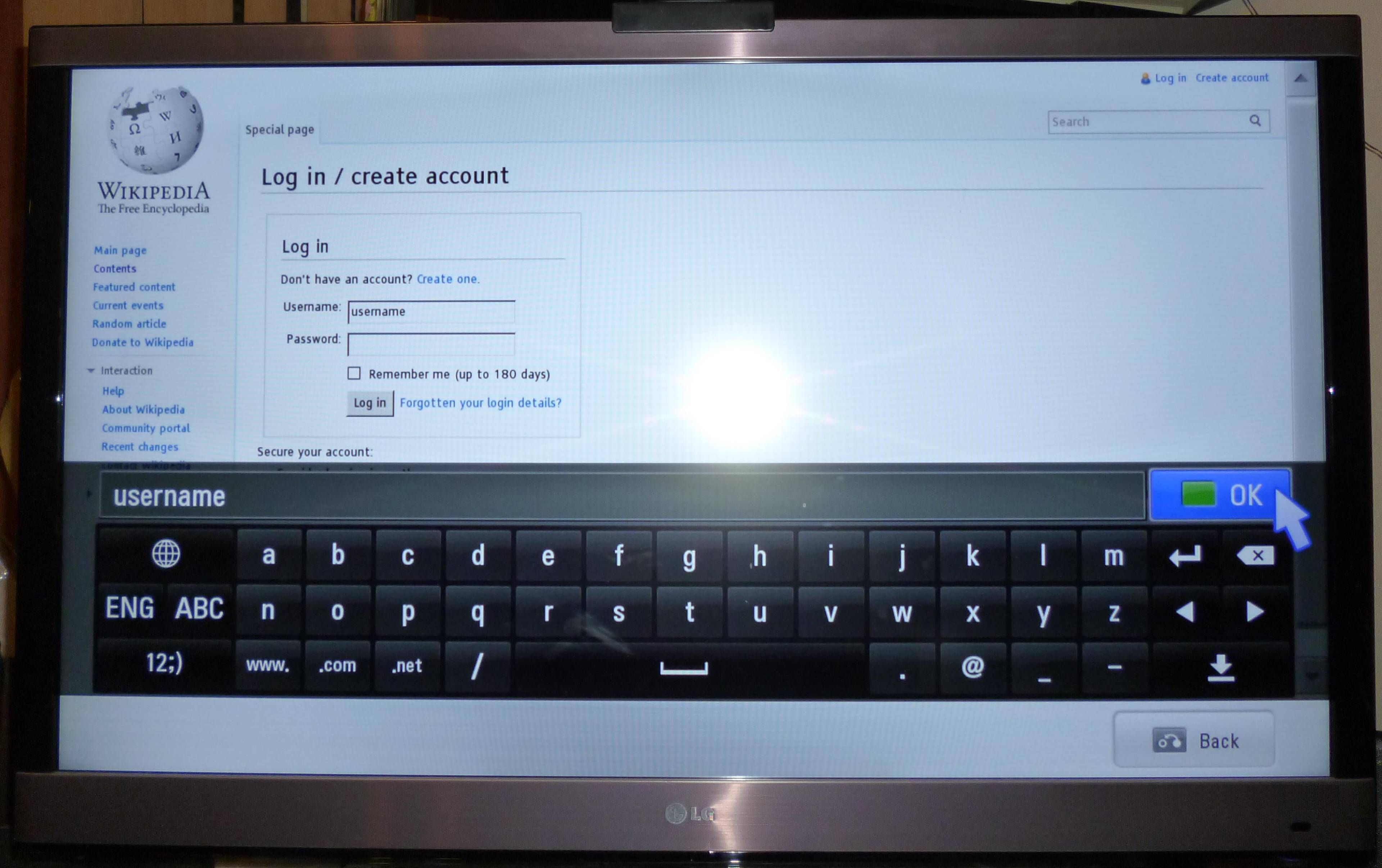
Télé connectée de la marque LG.

La finalité de la télé connectée est de fournir différents types de services aux téléspectateurs. On peut les regrouper en trois catégories :

### Navigation
Il s'agit tout simplement de fournir un navigateur Web directement sur le téléviseur pour pouvoir surfer comme on le ferait sur un ordinateur traditionnel. Certaines offres fournissent un clavier, généralement muni d'un dispositif de pointage. Pour d'autres, le clavier sera en supplément. Enfin il existe aussi des claviers virtuels, semblables à ceux que l'on peut trouver sur certains smartphones tactiles : un clavier viendra s'afficher en surimpression sur la page internet et on pourra l'utiliser avec la télécommande du dispositif de télé connectée.

### Vidéos
L'accès aux vidéos sera certainement un des usages les plus courants de la télé connectée. On pourrait regrouper les vidéos accessibles dans 3 catégories. Tout d'abord, les vidéos courtes type YouTube ou Dailymotion. Ensuite, la catch up TV, la télévision de rattrapage qui permet de revoir gratuitement des programmes déjà diffusés sur les chaines de télé. Enfin, la VOD, la vidéo à la demande, payante, permettra d'accéder à de nombreux catalogues de films, séries, documentaires... le tout éventuellement en HD, 3D...

### Applications
Certainement le point le plus important de la télé connectée. Le parallèle avec le monde des smartphones et les milliards d'applications téléchargeables laisse présager d'une vraie révolution.
Le concept de « store », une boutique d'application, risque de s'imposer pour toutes les offres de télé connectée. On pourra y télécharger des applications gratuites ou payantes pour nos téléviseurs. Comme des jeux ou des adaptations de services Web populaire tel que Facebook ou Picasa. Mais les applications qui seront les plus innovantes et les plus intéressantes seront certainement celles qui exploiteront au mieux le téléviseur, en interagissant avec l'émission en cours par exemple.

## Enjeux
Les enjeux de la télé connectée sont nombreux car le marché est colossal et les acteurs très nombreux.

### Constructeurs
Pour les constructeurs, la télé connectée va être tout d'abord un argument de vente puis une spécification indispensable. La question qui se pose est de savoir quelle offre intégrer. Le choix se porte entre les offres existantes et le développement d'une offre spécifique. Samsung, par exemple, propose sa propre solution, Internet@TV, mais également les solutions de Yahoo! et de Google.

### Diffuseurs
Les diffuseurs ont un rôle clé dans la télé connectée. Ils vont devoir faire face à une évolution technologique et comportementale qui peut leur causer préjudice, en particulier sur les revenus publicitaires. Pour le moment la majorité des diffuseurs en Europe et aux États-Unis voient le concept de télé connectée d'un mauvais œil. Le risque dans une situation comme celle-ci est de reproduire le fiasco des majors face au MP3.

### Normalisation
On peut actuellement[Quand ?] dénombrer une dizaine d'offres de télé connectée sérieuses. C'est trop pour que le concept fonctionne correctement. D'un côté les utilisateurs seront perdus au milieu de la multitude de l'offre. D'un autre côté, les développeurs ne pourront pas assurer le portage informatique de leurs applications sur une dizaine de supports différents.

### Fonctionnalités
Les téléviseurs connectés modernes intègrent des technologies avancées telles que les assistants vocaux (Alexa, Google Assistant) et l’intelligence artificielle. Ces fonctionnalités permettent non seulement de contrôler l’appareil par commande vocale mais également d’interagir avec d'autres appareils connectés dans un écosystème de maison intelligente. Par exemple, les utilisateurs peuvent ajuster l’éclairage, contrôler les thermostats ou accéder aux caméras de sécurité directement depuis leur téléviseur. L'intelligence artificielle améliore également l'expérience utilisateur en proposant des recommandations de contenu personnalisées et en optimisant la qualité d'image selon les conditions ambiantes.

### Évolutions récentes
Les dernières années ont vu une évolution significative des téléviseurs connectés, avec l’intégration de nouvelles technologies visant à enrichir l’expérience utilisateur. Parmi ces avancées :
L’intelligence artificielle (IA) : utilisée pour personnaliser les recommandations de contenu, ajuster automatiquement la qualité d'image et améliorer l'interface utilisateur.
Les assistants vocaux : tels qu'Alexa ou Google Assistant, qui permettent de contrôler à la fois le téléviseur et d’autres appareils dans une maison connectée.
Consommation énergétique réduite : grâce à des modes d'économie d'énergie et des matériaux respectueux de l'environnement, les fabricants s’efforcent de rendre ces appareils plus durables.